# Sammy Sullivan
Pour les articles homonymes, voir Sullivan.

a Compétitions nationales et continentales officielles uniquement.

b Matchs officiels uniquement.
Sammy Sullivan, née le 22 mai 1998 à Fayetteville (États-Unis), est une joueuse internationale américaine de rugby à XV et internationale de rugby à sept.
Elle concourt pour les États-Unis aux Jeux olympiques d'été de 2024, où l'équipe remporte une médaille de bronze.

## Biographie

### Jeunesse et formation
Sammy Sullivan est originaire de Fayetteville, en Caroline du Nord. Après avoir obtenu son diplôme dans la Jack Britt High School (en) à Fayetteville, Sullivan s'inscrit à West Point à l'automne 2016.
Elle rejoint le programme de rugby au début de sa première année et devient titulaire après seulement trois matchs. Sullivan joue au XV à l'automne et au sept au printemps. Au cours de son passage chez les Black Knights, Sullivan reçoit de nombreuses distinctions, devenant trois fois NIRA 15s All-American (2017, 2018, 2019), lauréate du prix Prusmack 2019, meilleur joueuse du tournoi de championnat de rugby collégial 2019 et honneurs de l'équipe All-Academic HSBC (2019-20). Sullivan est la toute première récipiendaire du prix de l'Army Athletic Association (AAA) de rugby.
La saison 2020 est annulée en raison de la pandémie de Covid-19.

### Carrière senior
Sullivan joue lors de la saison inaugurale du Premier Rugby Sevens (en), en 2021, avec les Southern Headliners. Sullivan et les Headliners terminent 3-1[Quoi ?] au tournoi de championnat, perdant 28-14 contre les Loonies en finale.
En 2022, Sullivan fait ses débuts au niveau international en équipe des États-Unis de rugby à XV lors des Pacific Four Series (en) contre le Canada, puis fait ses débuts en équipe nationale américaine de rugby à sept lors de la Coupe du monde de rugby à sept 2022 au Cap,, et ses débuts en World Rugby Sevens Series au tournoi de Dubaï en décembre. Lors de la Coupe du monde de rugby à sept en 2022, l'équipe perd contre la France dans le match pour la médaille de bronze et termine quatrième au classement général,.
En 2023, elle rejoint les Steeltoes de Pittsburgh lors de la saison inaugurale du programme. Sullivan et les Steeltoes participent à deux tournois tout au long de l'été et sont éliminés de la qualification pour le championnat. Les Steeltoes accueillent la finale de la Conférence Est au Highmark Stadium de Pittsburgh, en Pennsylvanie, le 23 juillet. Cependant, les Steeltoes ont du mal à prendre l'avantage lors de leur tournoi à domicile et terminent à la quatrième place. Les Steeltoes perdent contre les New York Locals, 22-14 dans les phases à élimination directe, puis 29-0 contre le Texas dans le match pour la troisième place.
Aux Jeux olympiques d'été de 2024, Sullivan fait partie de l'équipe médaillée de bronze pour les États-Unis lors du tournoi de rugby à sept.